# Tonquim

Mapa do Vietname que mostra a conquista do Sul em 900 anos

Tonquim (em vietnamita: Đông Kinh; também grafado Tonkin, Tongkin ou Tongking) é a parte mais setentrional do Vietname, a sul das províncias Iunã e Quancim da China, a leste do norte do Laos, e a oeste do Golfo de Tonquim. Localmente, é conhecido como Bắc Kỳ, que significa "Região do Norte". Localizado no Delta do Rio Vermelho, Tonquim é rico em produção de arroz. 
O termo deriva de Đông Kinh (東京), um antigo nome de Hanoi, que era a capital do Vietname desde o século VII. O mesmo nome significa "capital do leste", e, em caracteres chineses, é idêntico em significado e forma escrita a Tóquio.